# Bad Schönau
Bad Schönau (fino al 1954 Schönau im Gebirge) è un comune austriaco di 731 abitanti nel distretto di Wiener Neustadt-Land, in Bassa Austria.